# Gliese 77
Gliese 77 is een hoofdreeksster van het type G9V, gelegen in het sterrenbeeld Phoenix op 145 lichtjaar van de Zon. De ster heeft een snelheid ten opzichte van de Zon van 101,8 km/s.